# مدرسه راگبی
مدرسه راگبی (به انگلیسی: Rugby School) یک مدرسه آموزش مختلط و یک مدرسهٔ شبانه‌روزی واقع در شهر راگبی، وارویک‌شایر، انگلستان است. این مدرسه از قدیمی‌ترین مدارس مستقل در انگلستان است. این مدرسه یکی از هفت مدرسه‌ای بود که سبب شکل‌گیری راگبی به‌شکل رسمی شد.

## منابع

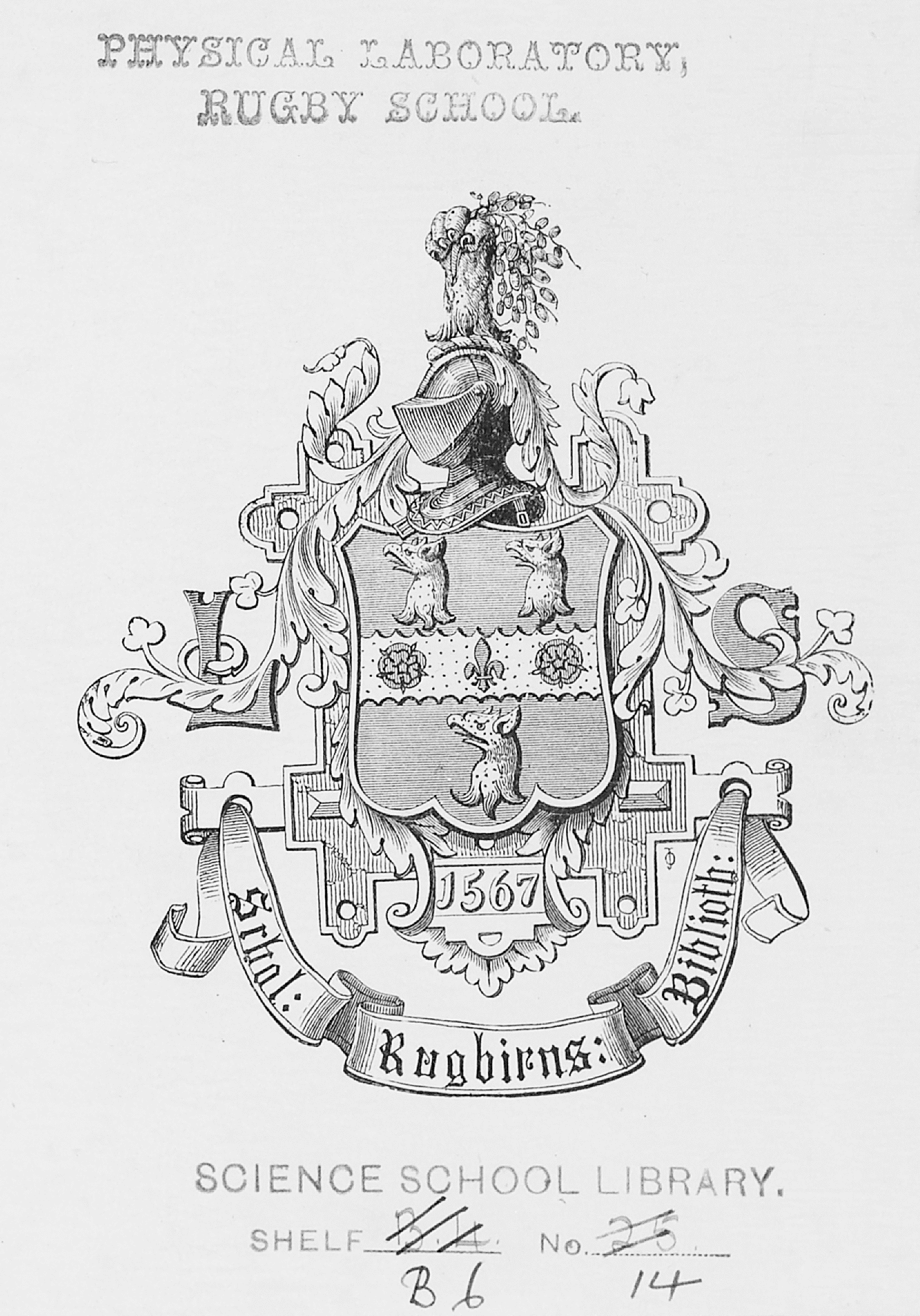
Ex libris